# Кумулятивний снаряд

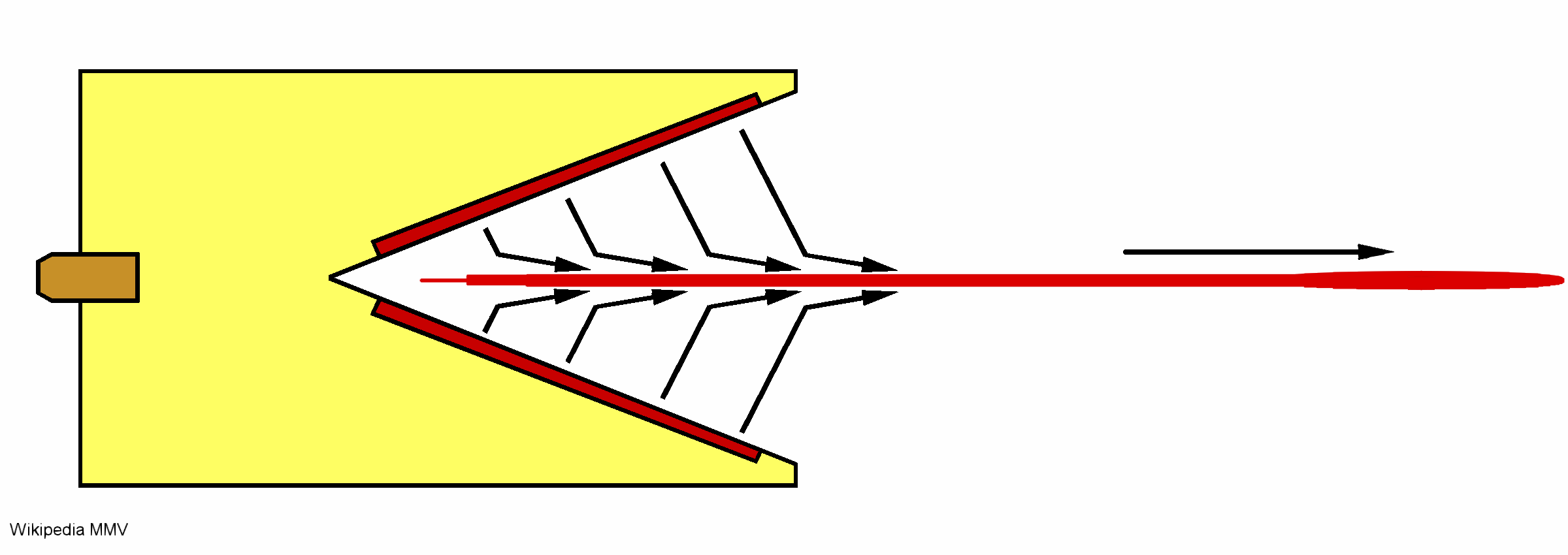
Схема дії кумулятивного снаряда

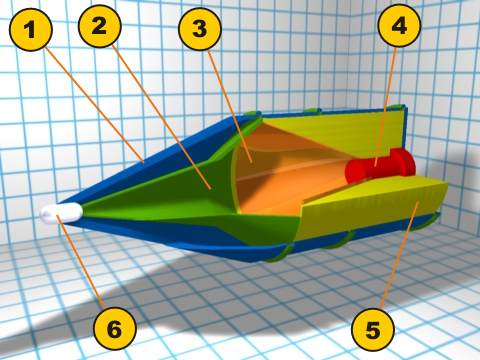
Кумулятивний снаряд. 1 — захисний ковпак; 2 — кумулятивний порожній заглиб;3 — кумулятивна вкладка; 4 — детонатор; 5 — вибухова речовина; 6 — п'єзоелектричний замикач

Кумуляти́вний снаря́д — артилерійський снаряд основного призначення із зарядом кумулятивної дії: при вибуху, за допомогою спеціальної виїмки в матеріалі облицювання, у вибуховій речовині формується тонкий кумулятивний струмінь, направлений уздовж осі виїмки; при зустрічі з перешкодою струмінь створює великий тиск, що пробиває останню. Потужність дії снаряда визначається кількістю і характеристиками вибухової речовини, формою кумулятивної виїмки, матеріалом її облицювання та іншими чинниками.
Кумулятивний снаряд призначений для стрільби по броньованих цілях (танках, БМП, БТР тощо), а також по залізобетонних фортифікаційних спорудах.
Кумулятивний снаряд складається з корпусу, розривного заряду, кумулятивної виїмки, детонатора і трасера. Розривним зарядом використовуються бризантні вибухові речовини, що мають високу швидкість детонації (гексоген та інші, а також їх суміші і сплави з тротилом у різних пропорціях). Бронепробивність кумулятивного снаряда залежить від форми, розмірів і матеріалу облицювання кумулятивної виїмки, маси та властивостей розривного заряду, часу спрацьовування детонаційного ланцюга (конструкції детонатора), швидкості обертання снаряда, кута зустрічі його з перешкодою, характеристик броні. Обертання кумулятивного снаряда спричинює розсіювання кумулятивного струменя під дією відцентрової сили і зниження її бронепробивності. Тому в деяких кумулятивних снарядах нарізних гармат для виключення обертання передбачається прокручування кумулятивного вузла або провідного поясочку відносно корпусу снаряда. Інший варіант підвищення бронепробивності кумулятивного снаряда — застосування гладкоствольних гармат. Для стабілізації на польоті необертальні кумулятивні снаряди мають каліберне або надкаліберне оперення; останнє розкривається після виходу снаряда з каналу ствола. Такі пристрої сприяють підвищенню ефективності кумулятивних снарядів, але ускладнюють конструкцію. Бронепробивність кумулятивних снарядів, що обертаються, звичайно близько двох калібрів, необертальних, — біля чотирьох і більш.